# Jules Repond
 (septembre 2010).
Si vous disposez d'ouvrages ou d'articles de référence ou si vous connaissez des sites web de qualité traitant du thème abordé ici, merci de compléter l'article en donnant les références utiles à sa vérifiabilité et en les liant à la section « Notes et références ».
Jules Maxime Repond, né à Fribourg le 11 juin 1853 et mort le 11 juin 1933 à Rome, fut un avocat, écrivain, journaliste, personnalité politique et militaire suisse, qui fut pendant onze années le 24e commandant de la Garde suisse pontificale.

## Biographie
Devenu avocat en 1880, professeur de droit romain, Jules Repond est élu député du District de la Gruyère auprès du Grand Conseil du Canton de Fribourg en 1882, son opposition lui vaudra de perdre sa clientèle, ainsi que sa place à l'Université. Il commence une carrière dans la presse à l’issue de son mandat de député, en 1887, d’abord au Bien public et à La Gruyère jusqu’en 1889, puis comme correspondant à Berne pour la Gazette de Lausanne entre 1898 et 1902, et collaborateur du Journal de Genève à Fribourg de 1902 à 1905.
Président du Club Alpin Suisse en 1907, il a également fondé à Belfaux, où il réside, la première Caisse Raiffeisen du canton de Fribourg.
Le pape Pie X le choisit comme commandant de la Garde Suisse Pontificale en 1910, en remplacement du commandant Leopold Meyer von Schauensee. C’est en 1914 qu’il élabore l’uniforme officiel des hallebardiers en s'inspirant des modèles de la Renaissance présents sur des fresques de Raphaël.
 
Des couleurs utilisées, le bleu et le jaune étaient celles de la famille Della Rovere à laquelle appartenait Jules II, tandis que le rouge a été ajouté par son successeur Léon X, un Médicis.

Par la suite, une légende récente attribuera le dessin de cet uniforme à Michel-Ange. 
Jules Repond restera en poste au Vatican jusqu’en 1921 et mourut en 1933.